# Мръсни дни
Мръсни дни, Поганни дни, Некрестени дни се нарича няколкодневен (най-често дванайсетдневен) период в българския народен календар, възприеман, като опасно време зло, в което злите духове действат с повишена активност на земята. Този период обикновено е в дните от Рождество Христово до Йордановден.
Според традиционните народни представи през Мръсните дни се явяват различните свръхестествени демонични същества – караконджули, вампири, таласъми, върколаци и т.н., които бродят по земята от залез слънце до пропяването на първи петли; на някои места се вярва, че през Мръсните дни на земята идват и душите на мъртвите.
Схващането, че тези същества са особено опасни за човека, предопределя изпълняването на многобройни забрани и действия с предпазен характер, строго спазвани през целия период. Повсеместно се спазват забраните за излизане навън след залез слънце, миенето и прането, понеже водата още е „некръстена“; не се правят помени, сватби и годежи; спазва се сексуално въздържание, защото се вярва, че заченатото в тези дни дете ще бъде недъгаво или ще се превъплъти в зъл дух след смъртта си. За предпазване от демоничните сили, хората носят в дрехите си чесън и др.
Периодът на Мръсните дни се смята за особено подходящ за извършването на магически действия и предсказания (подобно на нощите срещу Гергьовден и Еньовден) – тогава магьосниците и бродниците правят магии за обиране на чуждото плодородие, тогава се извършват различни гадания – предбрачни, за времето през настъпващата година, за здравето и др.
През Мръсните дни се изпълняват и новогодишните обичаи на момците – коледуване, сурвакане, риначи, а в Пиринския край и Югоизточна България – обичаят Наместник (Стопанова гозба).
Някъде (Петково, Балван, Леденик и др.), в края на периода, се изпълнява обичаят Сивуйница (Совойница) за пропъждане на Мръсните дни.

## Регионални особености

### Западна и Северозападна България. Западните покрайнини
Периодът започва от Коледа и трае до Йордановден, известен е и с имената Мръсните нощи, Некръстени нощи. Женската работа се избягва, особено вечер – не се преде, не се намотава прежда, не се шие; вечер не се излиза навън. Избягва се и работата с вода: не се пере, не се мие; хората не си мият главите, защото според вярването водата още не се е „закръстила“ – тази забрана се спазва особено строго от по-младите жени, които още не са раждали, както и от бременните. Като предпазна мярка през тези дни жените слагат в огъня тамян и/или кост.
В Царибродско периодът се нарича Некръстени дни и трае от Коледа до Богоявление. През това време не е препоръчително да се излиза навън нощно време, защото тогава броди караконджо; не се перат и не мият, защото дните са нечисти – в противен случай ще ги сполети „нужда“ (болест). Подобни са вярванията, свързани с Мръсните дни и в Пиротско и Нишко.

### Централна Северна България
Периодът започва от Коледа и трае до Богоявление, някъде до Васильовден (Микре, Голец, Черни Вит, Плевенско) и е известен под имената Мръсници, Мръсни дене, Мръсна неделя (Александрово, Стефаново) Каракончови дене (Голяма Желязна), Връкулачови дене (Черни Вит). Схващан е като особено опасен – според вярването тогава „земята е на решето“, а по улиците броди каракон (каракончо). В Тревненско се вярва, че щом се отговее на Коледа, караконджо тръгва; той броди само до нощта на Сурваки и изчезва щом се сурвака водата. Хората носят в дрехите си чесън („опасно е да се ходи през Мръсниците без чесън“ – Плевенско) и се стремят да не замръкват навън; забранени са годежи, сватби и кръщенета. Пепелта от огнището не се изхвърля навън, за да няма главня по посевите. Жените не работят с вълна (в селата Голец и Хлевене се среща представата, че св. Петка наказва тези, които предат през Мръсните дни), те не перат и не мият децата си. В Габрово, в периода от Игнажден до Коледа, младите жени не бива да мият главите си и да си перат дрехите, за да могат лесно да раждат. Спазва се полово въздържание – според вярването ако дете се роди или бъде заченато през тези дни, то ще стане каракон (в с. Ломец – че ще стане развратник или пияница) или ще бъде залюбено от змей/змеица. Повсеместно се вярва, че умрелият през Мръсните дни е много грешен и душата му се превръща във върколак или каракон – за предпазване от това, накъде (Къкрина, Слатина) забиват игла в пъпа или петата на починалия.

### Североизточна България
Периодът трае от Игнажден до Йордановден (Алфатар, Бабук, Гарван, Кайнарджа, Калипетрово и др.) или от Коледа до Йордановден (преселниците от Одринско; селата Голица, Козичино); известен е като Мръсните дни, Мръсниците, Погановото (с. Батово). Спазват се забраните да се замръква навън, да не се работи; жените не предат и тъкат; спазва се и полово табу, защото заченатото дете ще стане вампир. Заради вярването, че водата още не е кръстена, хората не бива да се мият и да перат; особено се внимава да не се пере риза на жена, която още не се е отродила, а ако си мият главите, за предпазване слагат във водата малко от „пиперѐнцата“ (туршия от чушки) защото тя е „стара вода“. Предпазна мярка, предприемана през този период е и носенето на глава чесън в дрехите (Гешаново, Сърнец) или босилек (Бабук). В Тутраканско, преселниците от Одринско, правят дървена кукла караконджо, която разнасят и която е дарявана

### Югоизточна България
Започват от Коледа и траят до Йордановден. Известни са и под имената Вампирски деньове (Младеново), Пога̀ното, Пога̀ните дѐня (Българи), Пога̀ното време (Извор), Пога̀ницата (Сливарово), Каранджу̀рите (Резово), Вапирско погано (Горно Ябълково, Долно Ябълково, Факия), Влъчко погано (Грудово). В селищата в Сакар, където периодът е известен основно като „Мръсни дни“, названието му се свързва с яденето на „блажно“ месо и пролятата кръв на закланите прасета. В Странджа съществува представата, че най-опасните денонощия от този период са тези от Коледа до Сурва – наричат ги Голямо Погано, а̀съл Погано, Глуха неделя; предимно сред тронките периодът от Игнажден до Коледа се нарича Леу̀ско погано и се почита от бременните жени – те не работят, не се мият и не перат, за да не родят лиху (недъгаво дете).
В района на Сакар не се излиза вечер, не се пере, за да не те срещне таласъм (Доситеево, Момково, Мустрак) или вампир (Младеново, Сладун, Маточина), някъде – за да не се обрине устата (Оряхово, Момково). В Странджа се вярва, че през тези дни и нощи „земята е некръстена“ и затова по нея бродят всички зли свръхестествени същества. Нощем не се излиза навън; не се правят годежи, сватби, кръщенета, не се правят и опела за умрелите – ако някой умре през този период, той се погребва, но погребалните обреди се извършват след края на Мръсните дни. И тук жените не предат вълна, не плетат и не шият, но се разрешава работата с лен и коноп. Това е така заради т. нар. „ленена приказка“, известна в целия регион, която се явява и един вид предпазно средство против злите сили: когато демоните тропат на вратата, за да влязат, момата предлага преди това да им разкаже „ленената приказка“, в която подробно се описват всички етапи от обработката на лена/конопа; тъй като това е много дълъг и сложен процес, то, докато приказката бъде разказана, пропяват първи петли и злите духове изчезват.
В Странджа се вярва още, че освен демоничните същества, през този период са особено опасни и вълците, които според вярването „бесуват“ (размножават се) по това време – по този повод изпълняват редица обредни практики, характерни за Вълчите празници. Общовалидна за региона е забраната за изработка на дреха за мъж; не се работи с вълна, нищо не се изнася от дома (особено огън), някъде не постят през Поганото, „за да са сити вълците“ (Росен). Смята се още, че през Мръсните дни (Поганото), вълците обикалят по дворовете и търсят живи въглени, затова през този период не се изхвърля пепел от огнището навън (вярва се и че вълците си точат зъбите в нея и побесняват). Пепелта се събира в голям съд и се изхвърля на Сурва или на Богоявление; част от тази пепел, известна като погански/поган пепел, се запазва и се използва по-късно през годината в различни обредни практики.
Вярва се, че роденото през периода дете, наричано пога̀нче, поганско дете, боледува често и тежко, защото „болестите и гяволите го блазнят“ (привличат) – ако се роди такова дете, няколко жени се събират в дома му и за един ден и една нощ му изпридат т. нар. поганска дрешка, която дето трябва да носи, докато тя му омалее, за да е здраво (Българи и др.)

### Централна Южна България

#### Горнотракийска низина
На север от р. Марица периодът е известен основно като Мръсни дене (Мръсни вечери – Дъбене, Слатина; Мръсници – Мраченик), на юг от реката – като Погани дене, Погано. Продължителността му е от Игнажден до Йордановден, като варира за различните селища (понякога дори и в едно и също селище): От Игнат до Коледа/Йордановден, от Коледа до Сурва/Йордановден, от Сурва до Йордановден. Спазват се забраните да се излиза навън след залез слънце; да се пере, чисти и мие; да се преде и тъче. Не се правят венчавки, сватби и кръщенки, както и помени за умрелите. В някои селища особено се спазва забраната за употребата на сапун, ако се къпе бебе, в коритото се слага пелин (Чоба) или свински изпражнения и една мръсна дреха (Старосел). Някъде (Рогош, Дъбене и др.) се практикува „изгонването“ на Мръсните дни: след като попът поръси с „кръстената“ на Йордановден вода, домакинята премита и, при изхвърлянето на сметта, нарича гласно, че е изгонила мръсните дни и вечери, а в Слатина на Сурва „подпушват“ калпака на стопанина, за да си идат мръсните вечери.

#### Родопска област
Периодът трае от Коледа (от Игнажден – Асеновградско) до Водици; известен е и в българомохамеданските села, където продължителността му е една седмица от Коледа. Познат е под имената Поганото, Пуганците, Буганците (Равногор, Чепеларе, Гела, Петково, Могилица, Пчеларово, Гугутка), Буганите дене (Полковник Серафимово, Радилово), Буганата неделя (Неделино, Давидково, Лясково, Беден, Жълтуша; в с. Старцево – Черната неделя), Куруконджови дни (Балдево, Ковачевица и др. в Западните Родопи). Отново се спазват забраните за замръкване навън, за пране и миене; забраняват се седянки, сватби и кръщенета; спазва се и сексуално въздържание, за да не се роди недъгаво дете (в Пещерско децата, родени през Мръсните дни се наричат поганчета; в Чепинско ги кадят с тамян, за да не бъдат залюбени от змей).
Както в Странджа, в родопската област през този период се изпълняват обредни практики (отново под формата на забрани) за умилостивяването на вълците, подобни на тези, които се изпълняват през Вълчите празници: жените не работят с вълна, ножът и ножиците се връзват с червен конец и с тях не се работи. Пепелта от огнището не се изхвърля навън, защото се вярва, че ако вълците и буганците (демони, бродещи навън през Мръсните дни) я оближат, то те ще се размножат още повече. В Източните Родопи съществува и вярването, че през това време земята няма стопанин (Свирачи), както и че душите на мъртвите са пуснати по земята (Долно Луково). В Западните Родопи (Ковачевица и др.) се смята, че починалите през тези дни се превръщат във вампири, затова пробиват корема им с игла.
Последната събота от Мръсните дни е известна като Погана събота: роденият на този ден човек боледува непрекъснато и може да вижда злите духове.

### Югозападна България, Македония
Периодът трае от Коледа до Йордановден, в разложките села – от Игнажден до Йордановден. Познат е под различни наименования: Пога̀ни дни (Габрене, Гега, Горни Порой, Горна Сушица, Парил, Тешово и др.), Пога̀нци (Раздол, Делчево, Капатово, Пога̀ното (Гостун, Кремен, Добърско), Дяволски деня (Пирин), Караконджерови деня (Дъбрава, Зарово), Гала̀тни денове (Падеш).
И тук битува схващането, че това време е нечисто – нощем бродят т. нар. вънкашни: вампири, караконджери, самодиви и пр., – което обуславя изпълнението на различни забрани и предпазни практики. Не се замръква навън, рано се вечеря и рано се ляга, нощем не се пие вода. Жените не вършат къщна работа: не плетат, не шият, не перат; особено строго се спазва забраната за пране на Игнажден, защото „тоя ден е проклет“. Когато трябва да къпят децата, във водата се слага жив въглен. Не се изхвърля помията навън, заради заплахата от тежка болест. Забранени са седянките, венчавките, кръщенетата; ако някой умре през тези дни, за него се извършва помен на 20-ия или 40-ия ден. За предпазване в дрехите се зашива чесън; в някои селища (Долен, Зарово) като предпазна мярка поръсват в кръг около къщата пепелта, събрана през т. нар. „кадени вечери“ (вечерите, когато се прекадява трапезата на Коледа и Сурва).
В Прилепско от Божик до Водици не бива да се започват нови начинания; жените не бива да вършат домашна работа, като забраната за шиене се разпростира и върху терзиите (шивачите), защото „водата била некръстена и леунка била Богородица“. Забраната за пране се спазва и за да бъдат плодородни лозята. Подобни са вярванията и във Велешко, а в Битолско, освен всичко, като предпазна мярка против караконджерите, пият вода, в която са угасени живи въглени.